# Гидрологические прогнозы
Гидрологи́ческие прогно́зы — один из основных разделов прикладной гидрологии. В задачу гидрологических прогнозов, как научной дисциплины входят разработка методов предвычисления, позволяющих заранее определять развитие процессов и явлений, происходящих в реках, озерах и других водных объектах, на основе данных гидрометеорологических наблюдений. Гидрологические прогнозы заключаются в предвычислении с различной заблаговременностью и степенью точности того или иного элемента режима или явления, основанном на знании закономерностей развития гидрометеорологических процессов, определяющих это явление в конкретных условиях данной реки, озера или водохранилища.
Гидрологические прогнозы делятся на ряд групп или видов в зависимости от заблаговременности предсказываемых элементов, целевого назначения и других признаков. 
По признаку заблаговременности различают:
1. краткосрочные прогнозы, выпускаемые с заблаговременностью до 15 суток
2. среднесрочные с заблаговременностью от 15 суток до 1 месяца
3. долгосрочные – с заблаговременностью от одного до нескольких месяцев и более.

По характеру предсказываемых элементов режима гидрологические прогнозы делятся на: 
1. водные прогнозы - прогнозы объема сезонного и паводочного стока, максимальных расходов и уровней половодья или паводков, средних расходов воды за различные календарные периоды, времени наступления максимума половодья и другие.
2. ледовые прогнозы - прогнозы сроков вскрытия и замерзания рек, озер и водохранилищ, толщины льда и других.

По целевому назначению различают прогнозы для гидроэнергетики (приток воды водохранилища гидроэлектростанций), для водного транспорта (прогнозы уровня воды по судоходным рекам), для ирригации (прогнозы стока рек за период вегетации).

## Методы гидрологических прогнозов
1. Методы, вытекающие из закономерностей движения воды в руслах. К ним относятся гидродинамические методы и приближенные способы расчета перемещения и трансформации паводков на участке реки, являющиеся основой краткосрочных прогнозов уровней и расходов.
2. Методы, вытекающие из закономерностей процессов формирования стока в речном бассейне. К ним относятся воднобалансовые методы и модели прогнозов стока половодья, паводков и их гидрографов.
3. Методы, основанные на закономерностях теплообмена в реках, озерах и водохранилищах. К ним относятся методы расчета охлаждение воды, нарастания и таяния льда, являющиеся основой краткосрочных прогнозов сроков замерзания и вскрытия рек и других водных объектов.
4. Методы, в основе которых лежат чисто корреляционные и эмпирические связи интересующих прогнозистов переменных с одним или несколькими причинными факторами. Такие связи используются при недостаточной изученности явлений или при недостатке данных, необходимых для более глубокого физического анализа[1].